# Chromis axillaris
Chromis axillaris är en fiskart som först beskrevs av Bennett, 1831.  Chromis axillaris ingår i släktet Chromis och familjen Pomacentridae. Inga underarter finns listade i Catalogue of Life.